# El rei Pesta
El rei Pesta (King Pest the First, a Tale Containing an Allegory, en anglés), subtitulat «relat amb una al·legoria», és un conte d'Edgar Allan Poe publicat per primera vegada al setembre de 1835 en el diari Southern Literary Messenger.

## Argument
"Potes" i Hugh Tarpaulin, dos mariners del vaixell Free and Easy, després de desembarcar a Londres, ixen fugint d'una taverna on han estat bevent, perquè no duien prou diners. En la seva fugida s'internen en una bromosa i esborronadora zona de la ciutat sota el domini de la pesta. En acabant busquen refugi en una funerària, on es troben amb el rei Pesta i el seu estrambòtic seguici. El conflicte està servit.

## Anàlisi
És una de les primeres peces burlesques de Poe, a qui, ja des del començament de la seua producció narrativa (1832), agradava aquesta mena de relats humorístics o grotescs, tot i que pocs crítics a part dels surrealistes han sabut apreciar el particular sentit de l'humor del gran escriptor nord-americà. El rei Pesta és també una de les obres més esgrimides pels estudiosos per exemplificar la presumpta alienació mental de Poe (no oblidem la sonora afirmació de Robert L. Stevenson: «Per escriure El rei Pesta caldria deixar de ser humà»).
Aquesta mateixa crítica ha dividit sempre el conte en dues parts diferenciades; en la primera, en què domina la descripció dinàmica, es traça el sòrdid dibuix dels terribles efectes de la pesta en els baixos fons urbans. En la segona, més estàtica i dramàtica, i acabada per un abrupte final d'estil gran guinyol —tècnica que brodava l'autor— es narra la trobada dels dos protagonistes amb l'inefable rei Pesta i la seua calamitosa cort espectral. Donades les virtuts plàstiques i narratives que criden l'atenció en la seqüència que l'obri, s'ha especulat sovint si no era un relat fet malbé, un cop d'inspiració que l'autor no sabé concloure convenientment, ja que el contrast entre els horrors de la pesta i el devessall de caricatures deformades que els segueix, així ho fa sospitar.
L'omnipresència de l'alcohol com a element orgiàstic i dionisíac (tots els personatges retratats estan borratxos) podria suggerir-ne una altra lectura més literal. Poe potser buscava deliberadament contrarestar les connotacions sinistres que revesteix tot allò relacionat amb la pesta i la mort (celebrada amb abundants libacions en la patibulària festa), mitjançant l'antídot simbòlic que representa l'eufòria alcohòlica, en què, segons el subtítol del relat, ressonen antics càntics tavernaris de celebració de la vida i negació de la seua enemiga.
D'altra banda, podria plantejar-se quin altre desenllaç caldria esperar en una història semblant, la qual, des del començament, en cap moment indueix a presagiar esdeveniments sobrenaturals. De no haver topat els dos mariners embriacs amb els còmics personatges que es refugien de la pesta o del seu horror a una mort que se sap imminent a la casa de pompes fúnebres, caldria preguntar-se quina altra cosa, «seriosa» o terrorífica, podria tenir-los reservat l'autor després; quin altre horror s'afegiria als molts i detallats que es mostren en la seqüència inicial («no era rar que les mans trobaren un esquelet, o s'enfonsaren en la carn descomposta d'algun cadàver»). Fins i tot per a un lector morbós, amb això ja n'hi ha prou.
Poques vegades s'ha parlat de les relacions de Poe amb la censura, que, cosa rara, amb ell semblà mostrar-se sempre respectuosa, o si més no distant. Potser en aquest cas s'adonà ell mateix cap a quins escabrosos terrenys s'hi dirigia i a meitat de la història feu un gir brusc a la trama per curar-se en salut.
D'altra banda, es perceben en el conte alguns temes i obsessions típiques de l'autor: l'alcohol, la necrofília (exposada en diversos tòpics dels relats de terror, com la nit, la malaltia i la mort, esquelets dansadors, terribles udols, calaveres que serveixen de copa…), així com la seua afició, visible en molts altres contes de la nodrida sèrie «grotesca», per l'esperpent, la monstruositat i la caricatura de traç gros.